# Покровское (Понизовское сельское поселение)
Покровское, ранее погост Туры — нежилая деревня в Торопецком районе Тверской области. Входит в состав Понизовского сельского поселения.

## Происхождения названия
Название деревни образовано от располагавшегося в ней храма, освящённого в честь Покрова Пресвятой Богородицы. Название на -ское типично для населённых пунктов, чьи именования происходят от названий расположенных в них храмов.

## География
Деревня расположена в юго-восточной части района в верхнем течении реки Турицы. Находится на расстоянии примерно 27 километров (по прямой) к востоку от города Торопец.
Климат
Деревня, как и весь район, относится к умеренному поясу северного полушария и находится в области переходного климата от океанического к материковому. Лето с температурным режимом +15…+20 °С (днём +20…+25 °С), зима умеренно-морозная −10…−15 °С; при вторжении арктических воздушных масс до −30…-40 °С.
Среднегодовая скорость ветра 3,5—4,2 метра в секунду.

## История
До революции погост Туры являлся центром Турской волости Торопецкого уезда.
В 1715 году в Турах был построен двухпрестольный деревянный храм Покрова Пресвятой Богородицы. В советское время храм был разрушен и к настоящему периоду от него сохранились только руины.

На карте Фёдора Шуберта, изданной в 1871 году, обозначены погост Туры и сельцо Туры. На погосте, на правом берегу Турицы был обозначен православный храм.

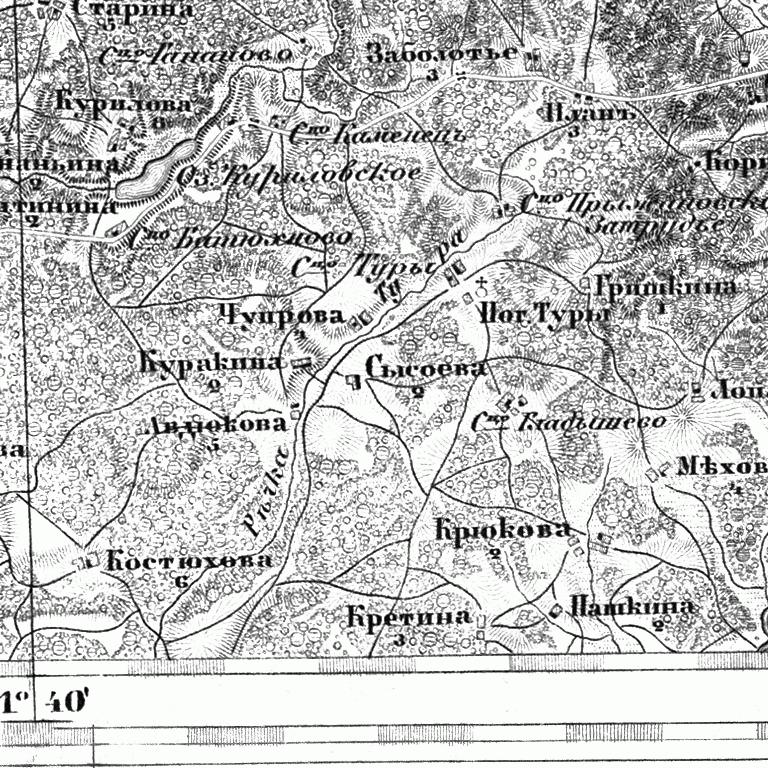
Сельцо и погост Туры (в центре) на карте 1871 года.

На топографической карте РККА 1923—1941 годов обозначена деревня Покровское. Имела 19 дворов.

## Население
| 2010 |
| ---- |
| 0    |